# Pierre Degeyter
Pierre Degeyter (ur. 8 października 1848 w Gandawie, zm. 26 września 1932 w Saint-Denis) – francuski komunista, chórmistrz i kompozytor.
Pochodził z rodziny robotniczej; pracował jako tokarz. Naukę muzyki pobierał w Lille, gdzie mieszkał i gdzie w szkole wieczorowej nauczył się m.in. gry na kontrabasie i akordeonie. Kierował robotniczym chórem mieszanym, dla którego w 1888 skomponował muzykę do wiersza Międzynarodówka napisanego w 1871 przez Eugène’a Pottiera. W 1902 przeprowadził się do Saint-Denis, gdzie zmarł. Wstąpił do partii komunistycznej w 1920. Autorstwo wielu jego pieśni było przypisywane jego bratu Adolfowi. Sprawę tę rozstrzygnął wyrok sądu w 1922. Brał udział w VI kongresie Kominternu w 1928, podczas którego Międzynarodówka została uznana za hymn proletariatu.